# PTT Spor Kulübü (pallavolo femminile)
Il PTT Spor Kulübü è un club pallavolistico femminile turco, con sede ad Ankara: milita nel campionato turco di Sultanlar Ligi e fa parte dell'omonima società polisportiva.

## Storia
Il PTT Spor Kulübü viene fondato nel 2010. Nel 2018 fa il suo ingresso nella pallavolo professionistica, acquistando i diritti di partecipazione alla Voleybol 1. Ligi dal Numune, conquistando al termine della stagione 2018-19 la promozione in Sultanlar Ligi, dove esordisce nella stagione seguente.
Nella stagione 2022-23 conquista la BVA Cup, che le permette di accedere alla Challenge Cup, dove è eliminata ai sedicesimi di finale dal Lugoj.

## Rosa 2022-2023
| N° | Nome           | Ruolo | Data di nascita  | Nazionalità sportiva |
| -- | -------------- | ----- | ---------------- | -------------------- |
| 1  | Eva Mori       | P     | 13 marzo 1996    | Slovenia             |
| 2  | Sema Doluca    | L     | 10 luglio 1996   | Turchia              |
| 3  | Sara Carić     | O     | 1º febbraio 2001 | Serbia               |
| 4  | Derin Taşdemir | S     | 20 luglio 2002   | Turchia              |
| 5  | Mislina Kılıç  | S     | 30 marzo 1996    | Turchia              |
| 7  | Melisa Memiş   | L     | 27 gennaio 1998  | Turchia              |
| 9  | Mısra Aşçı     | P     | 26 gennaio 1998  | Turchia              |
| 10 | Merve Tanyel   | S     | 6 febbraio 1996  | Turchia              |
| 11 | Elif Boran     | O     | 2 ottobre 1992   | Turchia              |
| 12 | Bianka Buša    | S     | 25 luglio 1994   | Serbia               |
| 13 | Janset Erkul   | C     | 12 gennaio 1997  | Turchia              |
| 14 | Sude Uzun      | C     | 28 aprile 2003   | Turchia              |
| 15 | Büşra Şahin    | C     | 8 agosto 1997    | Turchia              |
| 19 | Elif Yavuz     | C     | 7 novembre 2000  | Turchia              |

## Palmarès
- BVA Cup: 1

2022